# Оровил (Вашингтон)
Вижте пояснителната страница за други населени места с името Оровил.
Оровил (на английски: Oroville) е град в окръг Оканоган, щата Вашингтон, САЩ. Оровил е с население от 1653 жители (2000) и обща площ от 3,2 km². Намира се на 286 m надморска височина. ЗИП кодът му е 98844, а телефонният му код е 509.